# 19 februarie
ianuarie • februarie • martie  • aprilie  • mai  • iunie  • iulie  • august  • septembrie  • octombrie  • noiembrie  • decembrie
19 februarie este a 50-a zi a calendarului gregorian. Mai sunt 315 zile până la sfârșitul anului (316 zile în anii bisecți).

## Evenimente

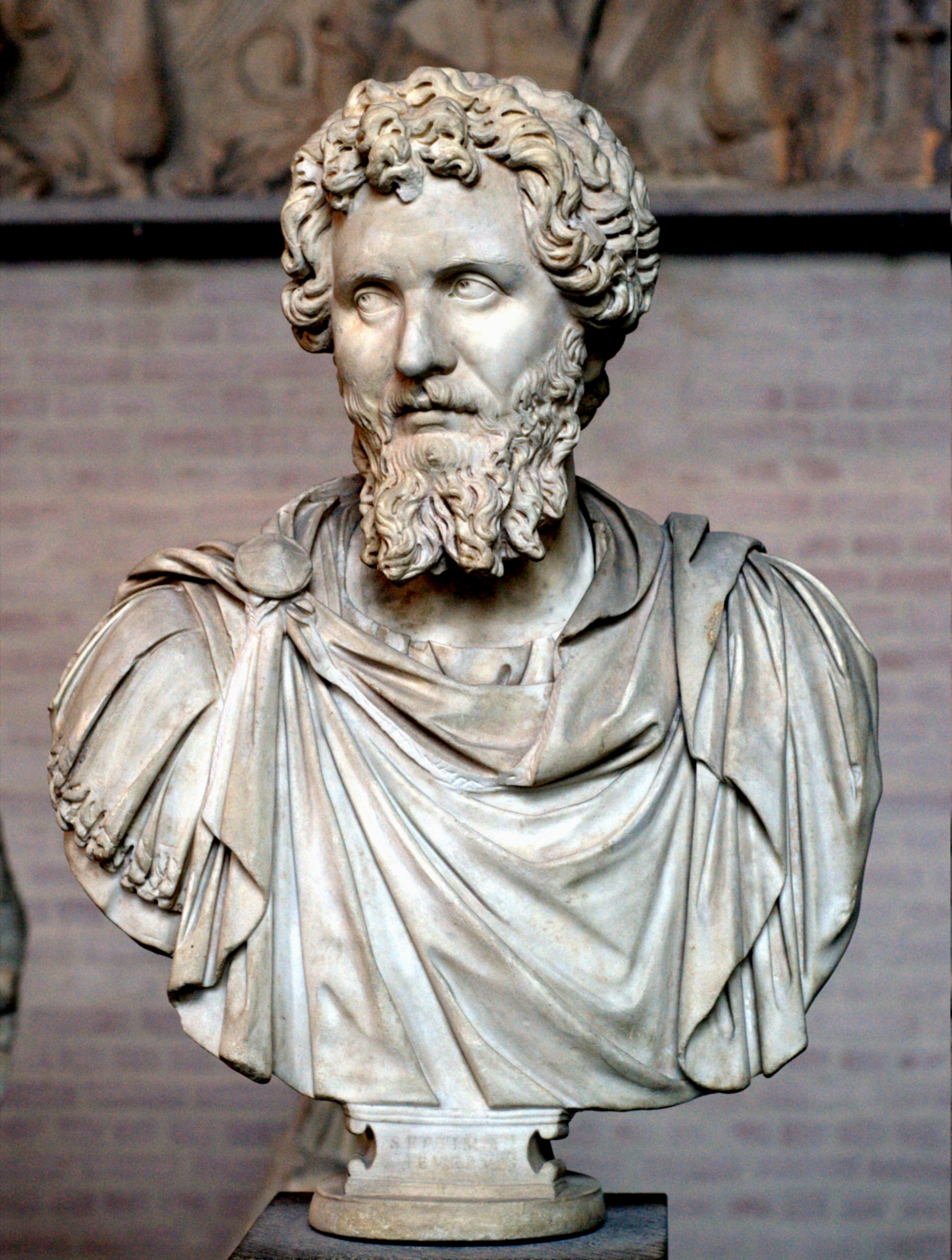
197: Împăratul roman Septimius Severus, l-a învins pe uzurpatorul Clodius Albinus în bătălia de la Lugdunum, cea mai sângeroasă bătălie dintre armatele romane.

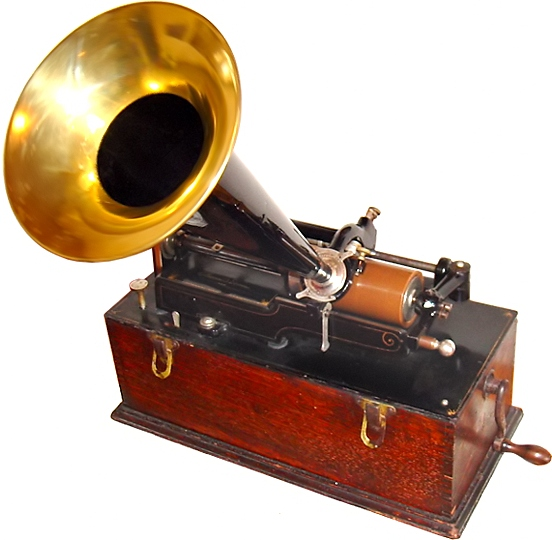
1878: Thomas Edison patentează fonograful.

- 0197: Împăratul roman Septimius Severus, l-a învins pe uzurpatorul Clodius Albinus în bătălia de la Lugdunum, cea mai sângeroasă bătălie dintre armatele romane.[1]
- 1600: Stratovulcanul peruvian Huaynaputina explodează în cea mai violentă erupție înregistrată în istoria Americii de Sud.[2]
- 1819:  Exploratorul britanic William Smith descoperă Insulele Shetland de Sud și le revendică în numele Regelui George al III-lea.
- 1836: Regele William al IV-lea al Regatului Unit semnează scrisori patentate prin care se stabilește provincia Australia de Sud.[3]
- 1866: A apărut lucrarea cercetătorului Gregor Mendel Cercetări asupra plantelor hibride, în care sunt formulate legile fundamentale ale eredității (legile lui Mendel)
- 1878: A fost semnat Tratatul de pace ruso–turc, la San Stefano, care încheia războiul ruso–turc, recunoștea independența României, dar sacrifica Dobrogea, care era cedată Rusiei, iar aceasta își rezerva dreptul de a o schimba cu partea Basarabiei detașată la 1856.
- 1878: Thomas Edison patentează fonograful.
- 1880: William A. White, primul-ministru plenipotențiar al Marii Britanii în România, și-a remis scrisorile de acreditare domnitorului Carol I. Cu același rang a fost acreditat la Londra, N. Callimachi-Catargi.
- 1884: Peste șaizeci de tornade lovesc sudul Statelor Unite, unul dintre cele mai mari focare de tornade din istoria SUA.[4]
- 1913: Pedro Lascuráin devine președinte al Mexicului pentru 45 de minute; acesta este cel mai scurt mandat până în prezent al oricărei persoane ca președinte al oricărei țări.
- 1915: Primul Război Mondial: Primul atac naval asupra Dardanelelor începe când o puternică forță operativă anglo-franceză bombardează artileria otomană de-a lungul coastei Gallipoli.
- 1927: Sub conducerea lui Nicolae Lupu, o parte din membrii Partidului Național-Țărănesc se desprind din partid și creează Partidul Țărănesc.
- 1949: Ezra Pound este distins cu primul Premiu Bollingen în poezie de către Fundația Bollingen și Universitatea Yale.
- 1954: Transferul Crimeei: Biroul Politic Sovietic al Uniunii Sovietice dispune transferul Regiunii Crimeei din RSFS Rusă în RSS Ucraineană.
- 1964: România a fost desemnată, împreună cu alte state, să facă parte din Comisia specială a ONU, însărcinată cu elaborarea principiilor de drept internațional referitoare la relațiile prietenești de cooperare între state.
- 1970: S-a desfășurat, la București, adunarea generală de constituire a Academiei de Științe Sociale și Politice. Președinte de onoare al Academiei a fost ales șeful statului, Nicolae Ceaușescu
- 1986: URSS lansează primul element al Stației Spațiale Mir, misiune încheiată la 23 martie 2001.
- 1990: S-a înființat Uniunea Teatrală din România (UNITER). Primul președinte a fost actorul Ion Caramitru.
- 1992: În Coreea de Sud intrat în vigoare Acordul privind reconcilierea, neagresiunea și cooperarea între Nord și Sud (semnat la 13 decembrie 1991). A fost semnată declarația privind crearea unei zone denuclearizate în peninsula Coreea.

## Nașteri
- 1180: Constanța a Ungariei, fiica lui Béla al III-lea al Ungariei și cea de-a doua soție a lui Ottokar I al Boemiei (d. 1240)
- 1473: Nicolaus Copernicus, astronom polonez (d. 1543)
- 1660: Friedrich Hoffmann, fizician și chimist german (d. 1742)
- 1743: Luigi Boccherini, compozitor italian (d. 1805)
- 1754: Vincenzo Monti, poet italian (d. 1828)
- 1812: Zygmunt Krasiński, poet și dramaturg polonez (d. 1859)
- 1817: Regele William al III-lea al Olandei (d. 1890)

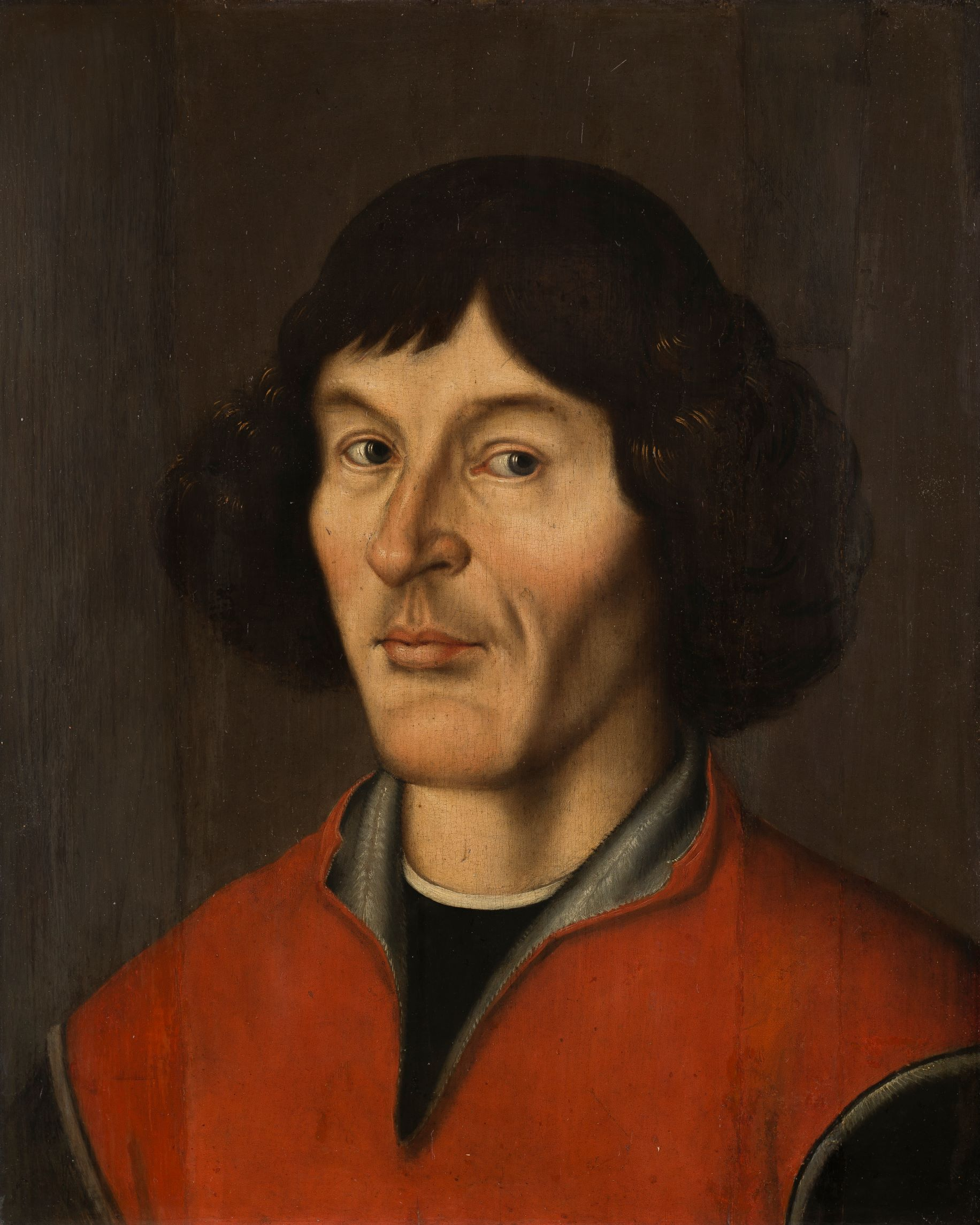
Nicolaus Copernicus, astronom polonez
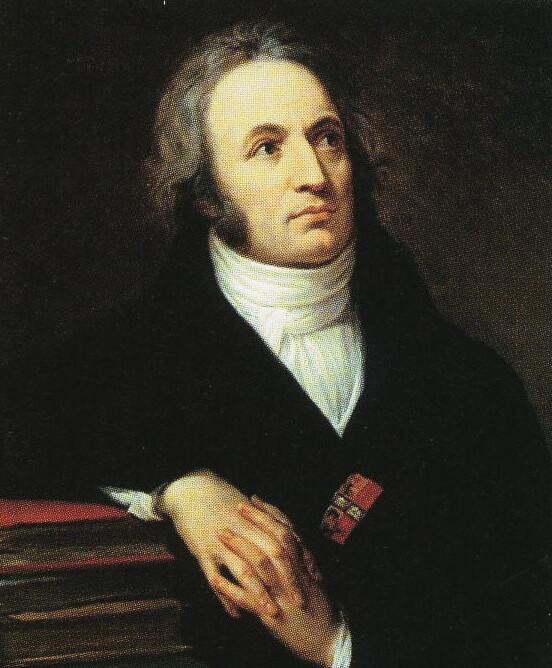
Vincenzo Monti, poet italian
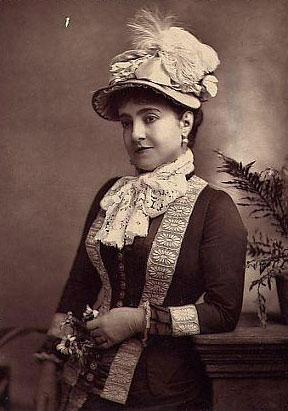
Adelina Patti, soprană italiană

- 1843: Adelina Patti, soprană italiană (d. 1919)
- 1845: Antónia a Portugaliei, fiica reginei Maria a II-a a Portugaliei (d. 1913)
- 1859: Svante Arrhenius, chimist suedez, laureat al Premiului Nobel (d. 1927)
- 1861: Prințesa Helena de Waldeck și Pyrmont, ducesă de Albany (d. 1922)
- 1875: Prințesa Louise a Danemarcei, fiica regelui Frederic al VIII-lea al Danemarcei (d. 1906)
- 1876: Constantin Brâncuși, sculptor român, membru post-mortem al Academiei Române (d. 1957)
- 1887: Traian Gheorghiu, academician român (d. 1968)
- 1888: José Eustasio Rivera, scriitor columbian (d. 1928)

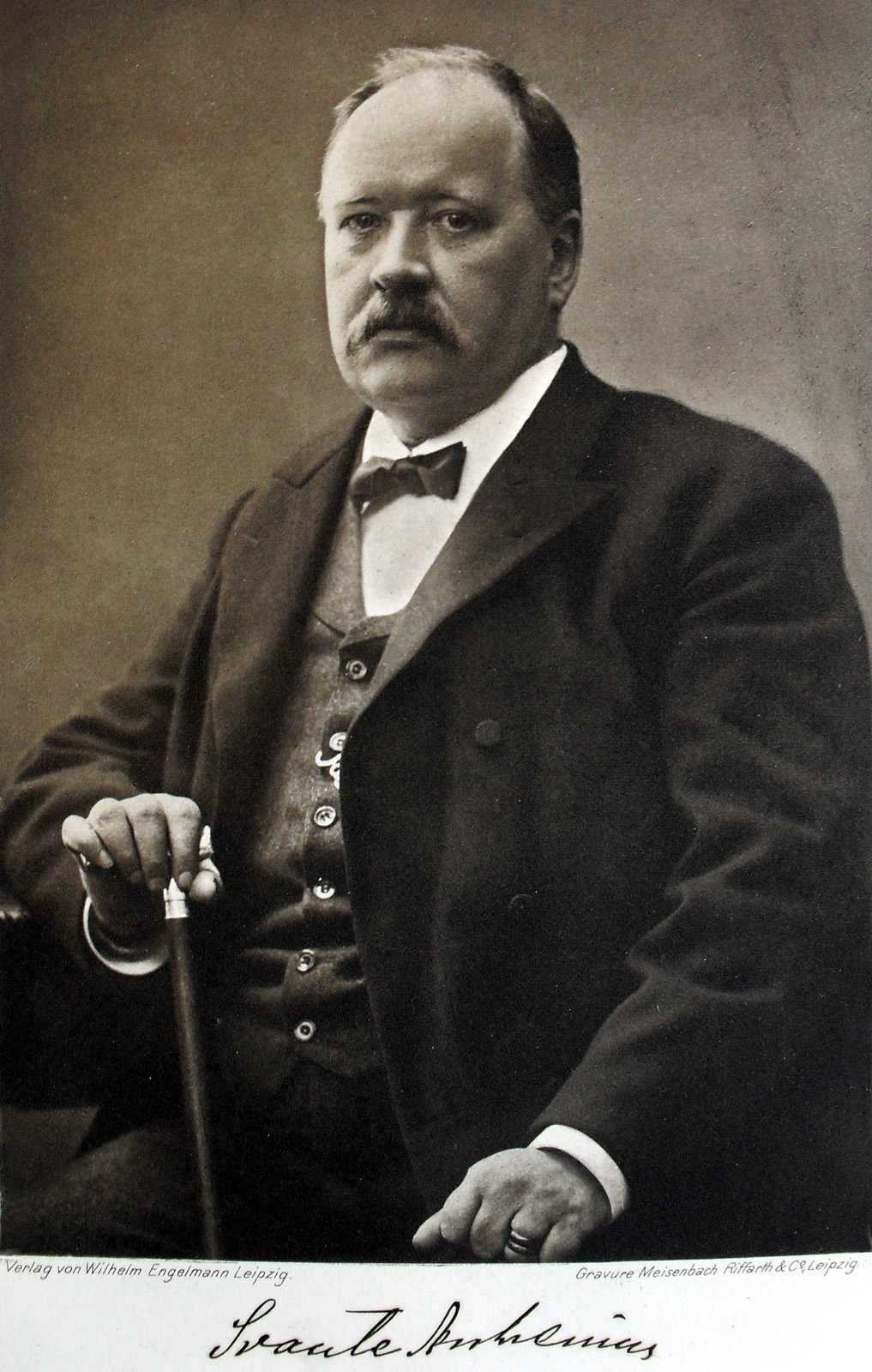
Svante Arrhenius, chimist suedez, laureat Nobel
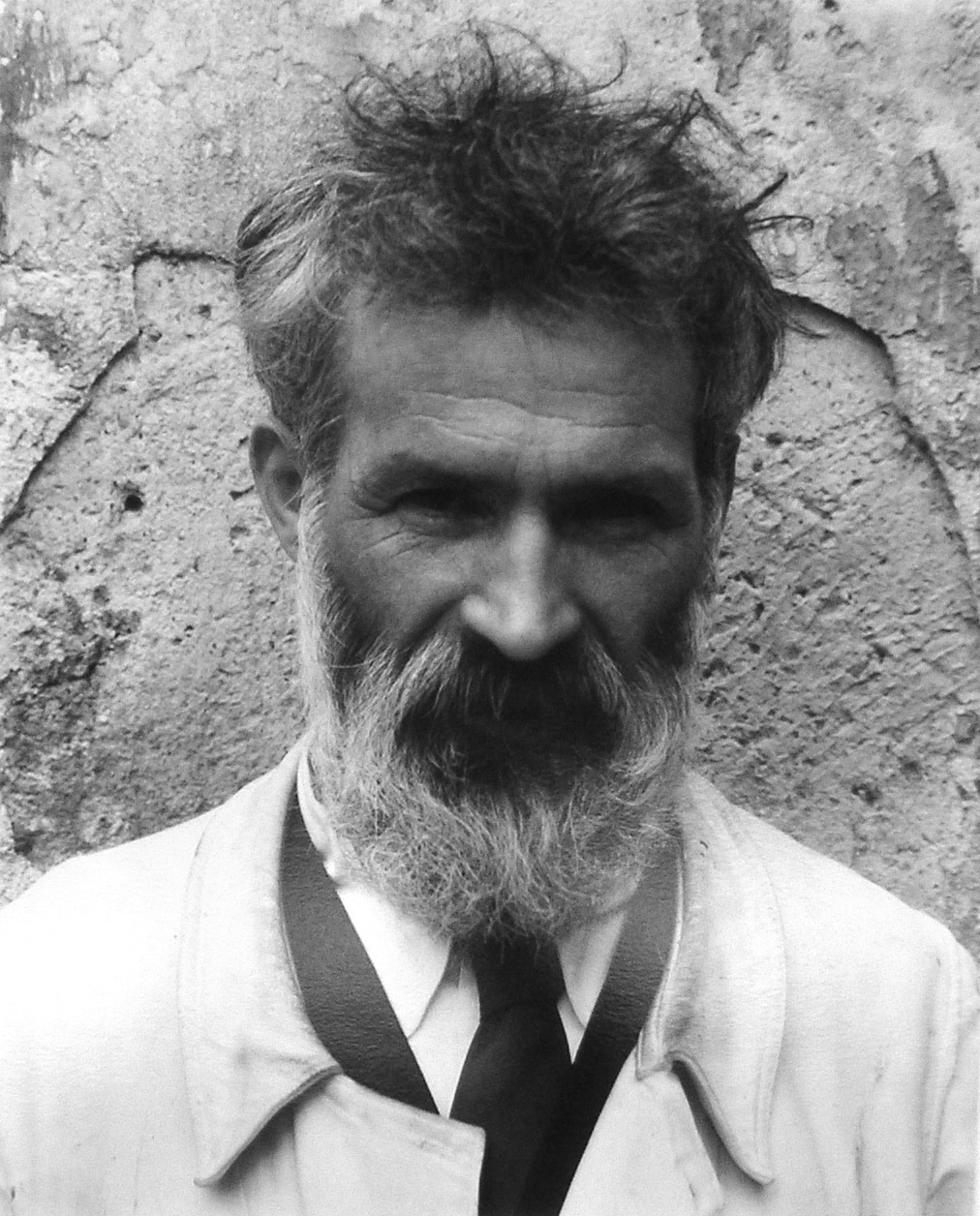
Constantin Brâncuși, sculptor român
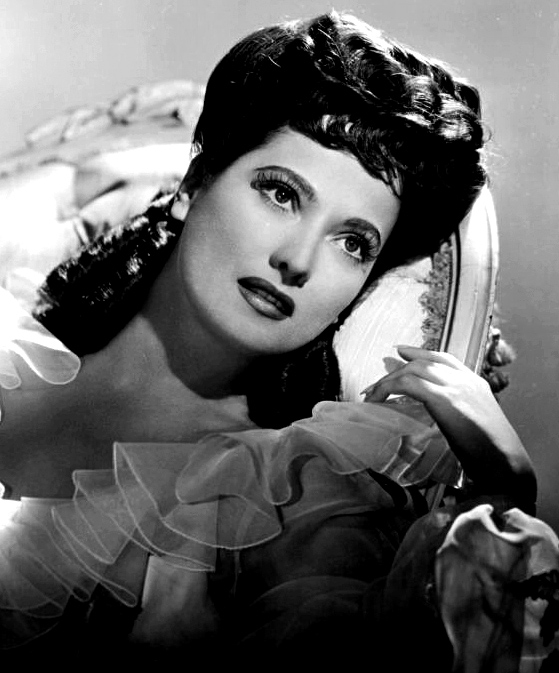
Merle Oberon, actriță britanică

- 1895: Louis Calhern, actor american (d. 1956)
- 1908: Ana Cartianu, eseistă și traducătoare română (d. 2001)
- 1911: Constantin Avram, inginer român, membru corespondent al Academiei Române (d. 1987)
- 1911: Merle Oberon, actriță britanică (d. 1979)
- 1917: Carson McCullers, autor american (d. 1967)
- 1920: Jaan Kross, scriitor eston (d. 2007)
- 1924: Lee Marvin, actor american (d. 1987)
- 1929: Jacques Deray, regizor de film francez (d. 2003)
- 1930: John Frankenheimer, regizor american (d. 2002)
- 1932: Alberto Dines, jurnalist brazilian (d. 2018)

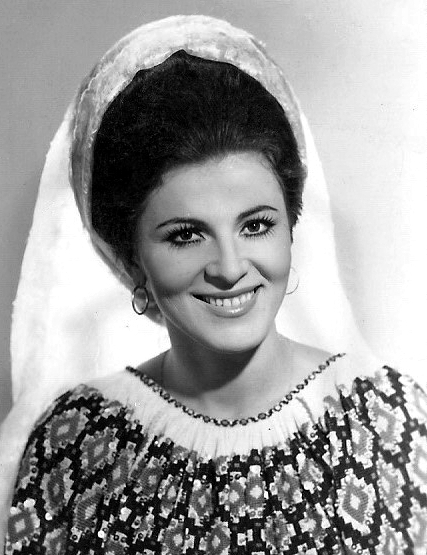
Irina Loghin, cântăreață română
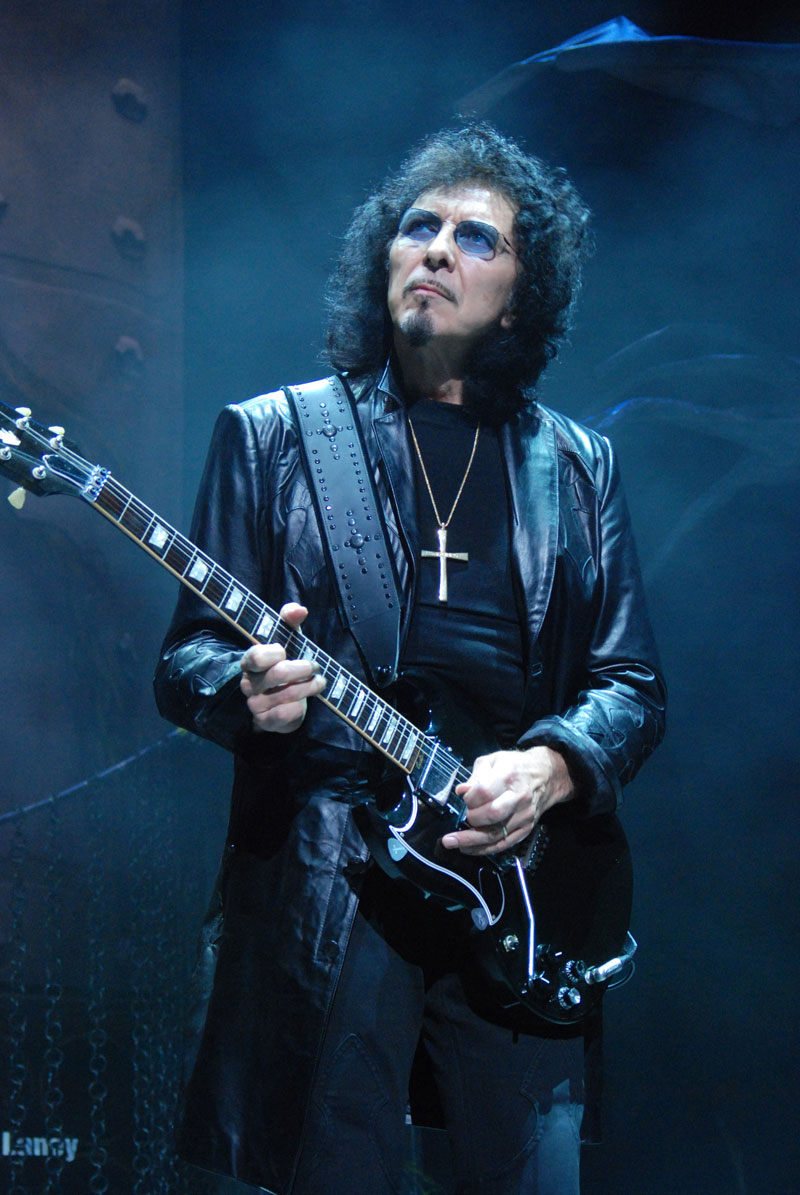
Tony Iommi, muzician britanic (Black Sabbath)
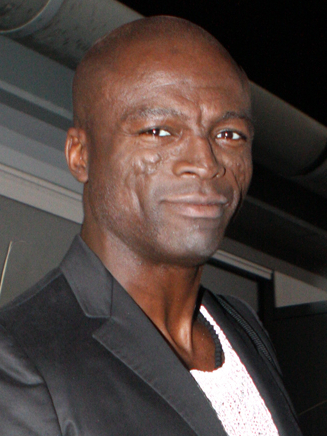
Seal, cântăreț britanic

- 1938: Rika Zarai, cântăreață de muzică ușoară, actriță și scriitoare franceză de origine israeliană (d. 2020)
- 1939: Irina Loghin, cântăreață română
- 1939: Alfredo Bryce, scriitor peruvian
- 1940: Saparmurat Niyazov, președinte al Turkmenistanului (d. 2006)
- 1940: Mircea Radu Iacoban, prozator, dramaturg și regizor român
- 1940: Maria Butaciu, interpretă de muzică populară (d. 2018)
- 1941: David Gross, fizician american, laureat al Premiului Nobel
- 1948: Pim Fortuyn, politician olandez (d. 2002)
- 1948: Tony Iommi, muzician britanic (Black Sabbath)
- 1950: Liviu Ioan Stoiciu, scriitor român
- 1951: Maria Ploae, actriță de film și teatru
- 1952: Petru Lakatos, politician român
- 1952: Stelian Tănase, scriitor român
- 1952: Ryu Murakami, scriitor, regizor japonez
- 1952: Amy Tan, romancieră americană
- 1954: Sócrates, fotbalist brazilian (d. 2011)
- 1955: Jeff Daniels, actor american

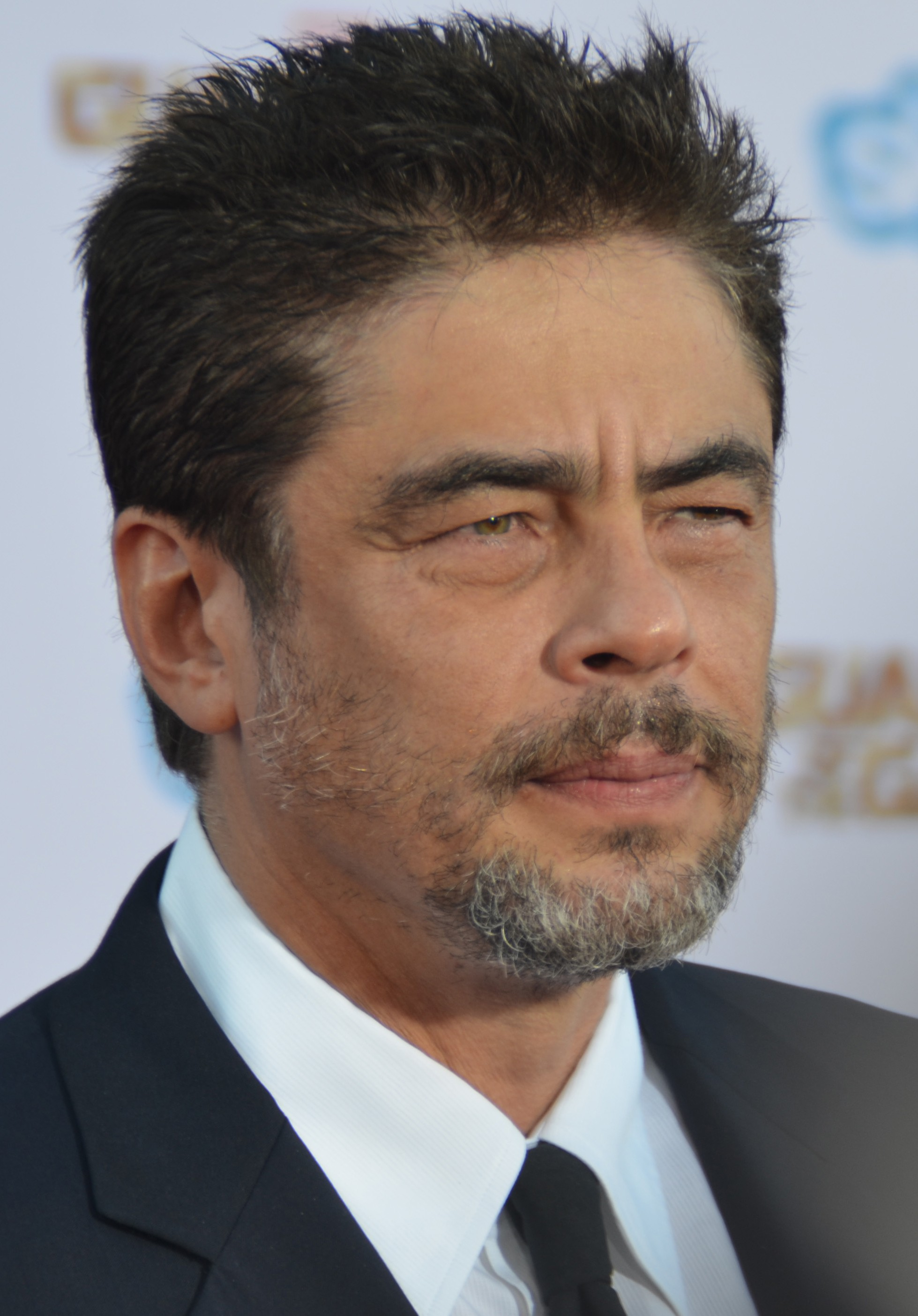
Benicio Del Toro, actor puertorican
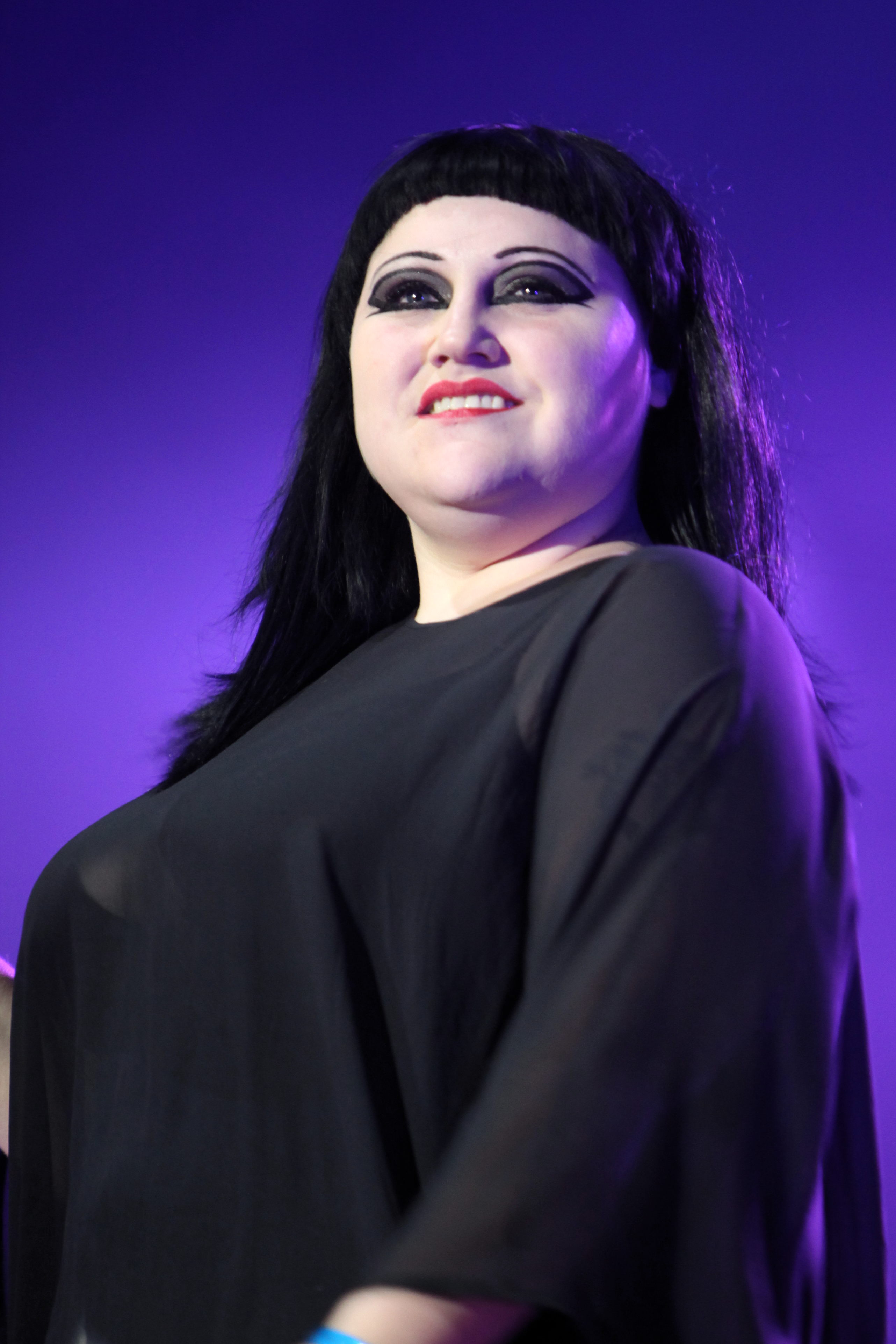
Beth Ditto, cântăreață americană
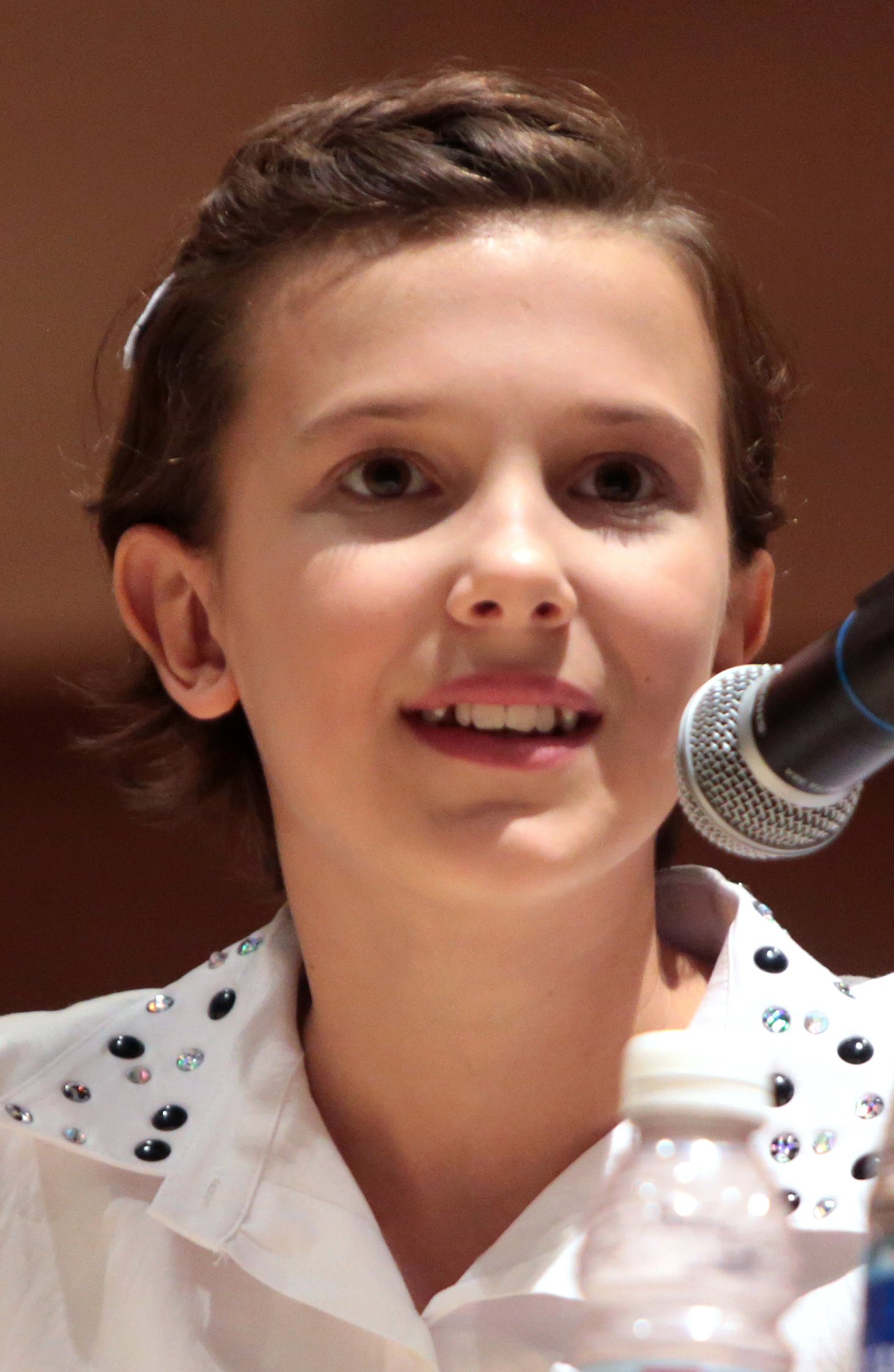
Millie Bobby Brown, actriță britanică

- 1956: Roderick MacKinnon, chimist american, laureat al Premiului Nobel (2003)
- 1957: Falco, cântăreț austriac (d. 1998)
- 1957: Ray Winstone, actor britanic
- 1960: Andrew, duce de York, al doilea fiu al reginei Elisabeta a II-a
- 1963: Seal, cântăreț britanic
- 1967: Benicio Del Toro, actor puertorican
- 1967: Sven Erik Kristiansen, solist vocal norvegian
- 1977: Gianluca Zambrotta, fotbalist italian
- 1981: Beth Ditto, cântăreață americană
- 1982: Camelia Potec, înotătoare română
- 1982: Vitas, cântăreț, compozitor, poet, dansator, actor rus
- 1983: Mihai Neșu, fotbalist român
- 1989: Constantin Budescu, fotbalist român
- 1993: Victoria Justice, actriță americană
- 2004: Millie Bobby Brown, actriță britanică

## Decese
- 1445: Eleanor de Aragon, regină a Portugaliei (n. 1402)
- 1837: Georg Büchner, scriitor german (n. 1813)
- 1873: Vasil Levski, revoluționar și erou național al Bulgariei (n. 1837)

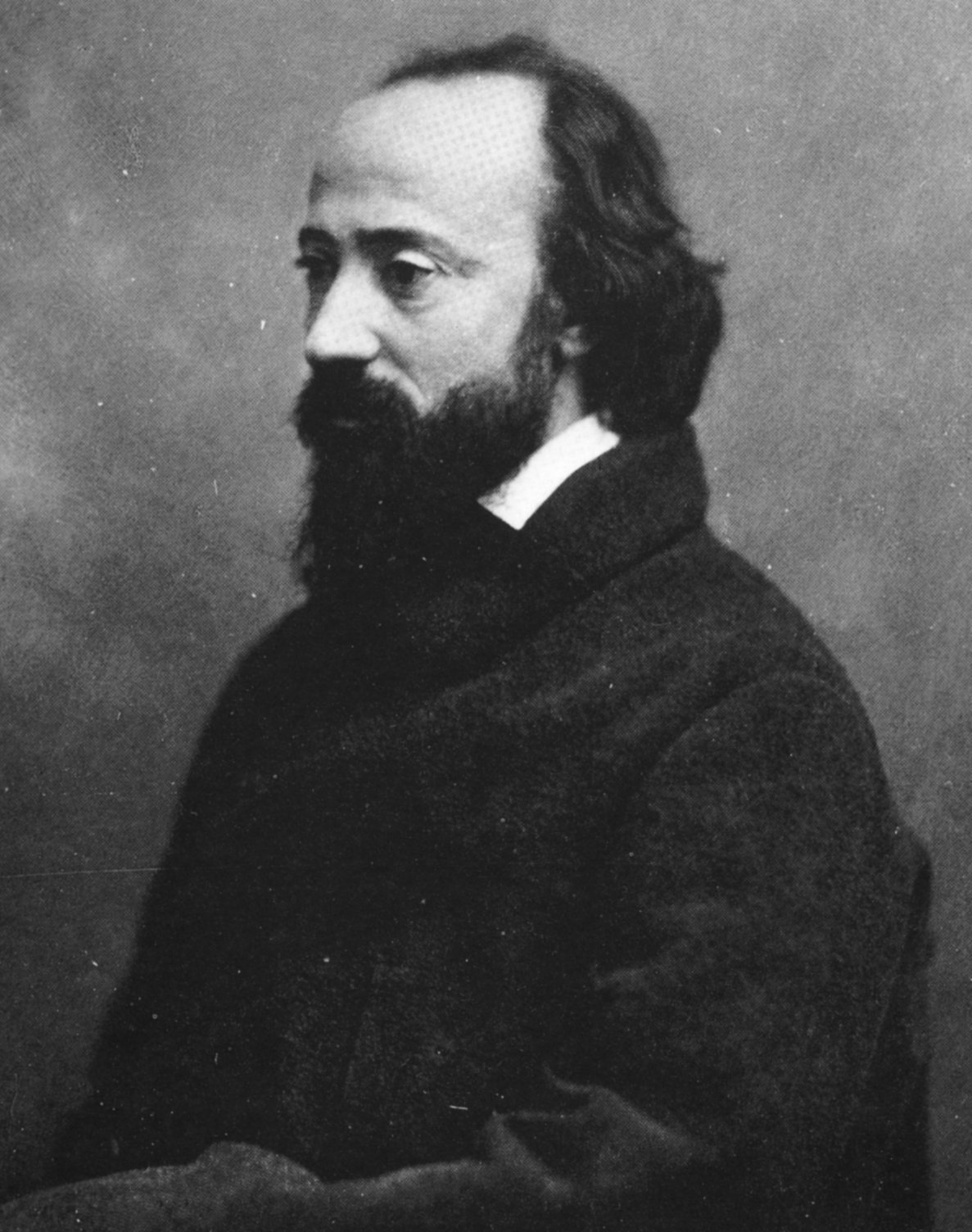
Charles-François Daubigny, pictor francez
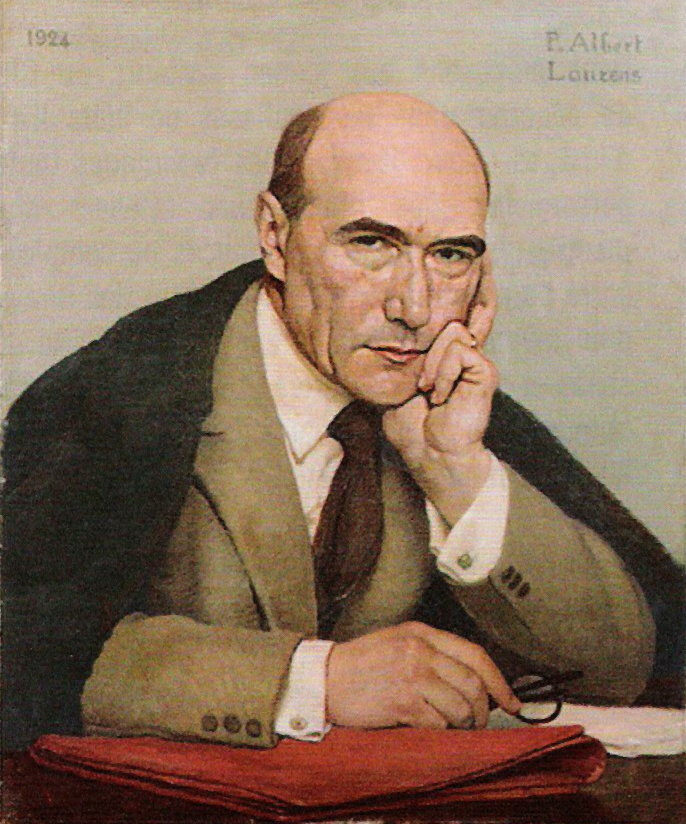
André Gide, scriitor francez, laureat Nobel
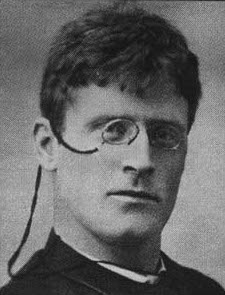
Knut Hamsun, scriitor norvegian, laureat Nobel

- 1878: Charles-François Daubigny, pictor francez (n. 1817)
- 1887: Multatuli, scriitor olandez (n. 1820)
- 1897: Karl Weierstrass, matematician german , unul dintre fondatorii teoriei funcțiilor analitice de variabilă complexă (n. 1815)
- 1916: Ernst Mach, fizician și filozof austriac (n. 1838)
- 1923: Thérèse Glaesener-Hartmann, pictoriță luxemburgheză (n. 1858)
- 1937: Horacio Quiroga, scriitor uruguayan (n. 1878)
- 1951: André Gide, romancier, dramaturg, critic literar, memorialist francez, laureat Nobel (n. 1869)
- 1952: Knut Hamsun, scriitor norvegian, laureat Nobel (n. 1859)
- 1963: Marie-Renée Ucciani, pictoriță și sculptoriță franceză (n. 1883)
- 1988: René Char, scriitor francez (n. 1907)
- 1996: Ion C. Chițimia, filolog și publicist român (n. 1908)
- 1997: Deng Xiaoping, președinte al Chinei (n. 1904)
- 1999: Constantin Oțet, antrenor român de fotbal (n. 1940)
- 2000: Friedensreich Hundertwasser, pictor austriac (n. 1928)

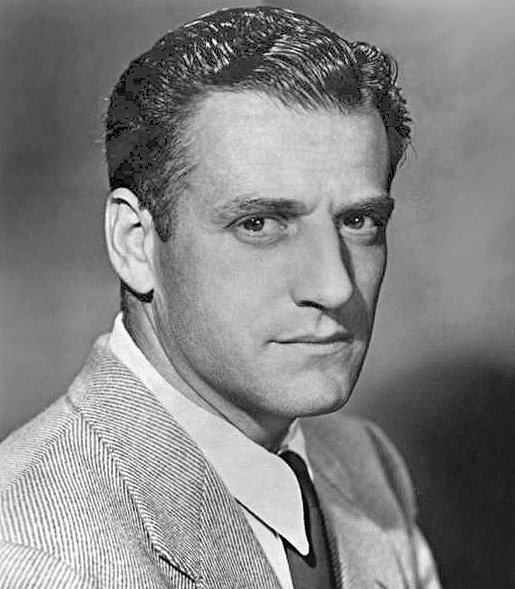
Stanley Kramer, regizor american
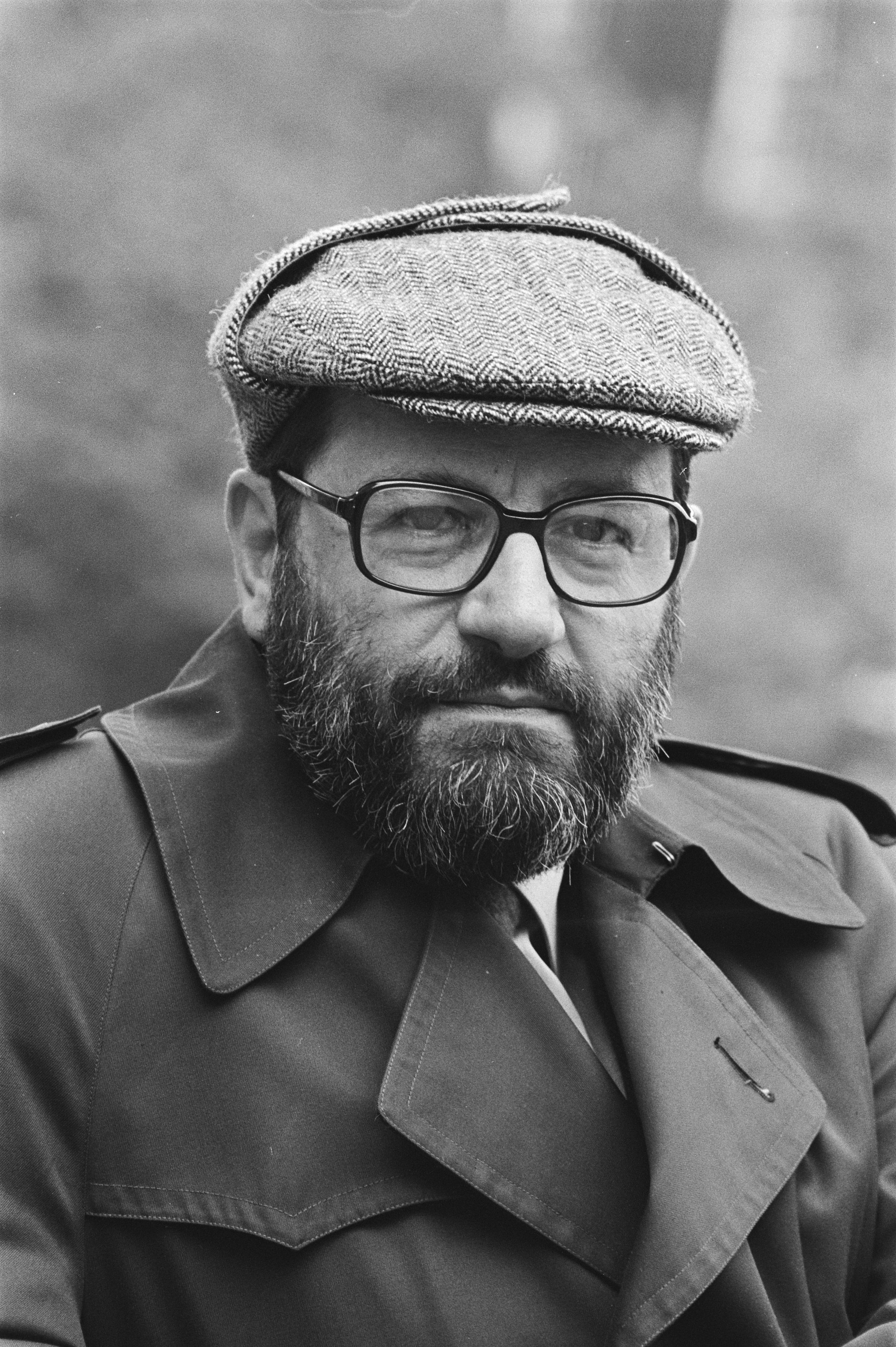
Umberto Eco, scriitor italian
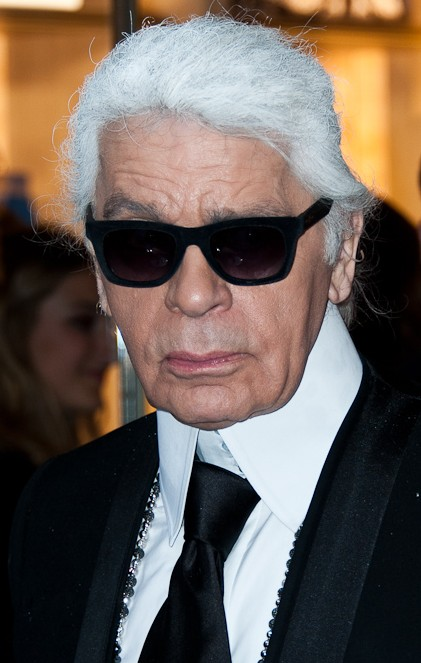
Karl Lagerfeld, creator de modă german

- 2001: Stanley Kramer, regizor american de film (n. 1914)
- 2002: Marcela Rusu, actriță română (n. 1926)
- 2013: Robert Coleman Richardson, fizician american, laureat Nobel (n. 1937)
- 2016: Umberto Eco, scriitor, editor, filosof și semiotician italian (n. 1932)
- 2018: Paul Urmuzescu, compozitor și regizor român (n. 1928)
- 2019: Karl Lagerfeld, creator de modă german (n. 1933)
- 2020: Pop Smoke, cantareț american (n. 1999)
- 2022: Jacques Poos, politician luxemburghez, membru al Parlamentului European (1999–2004) (n. 1935)

## Sărbători
- Sf. Ap. Arhip, Filimon și soția sa, Apfia (calendar ortodox)
- România: Ziua Națională Constantin Brâncuși (din 2016)